# Giftpilz
Als Giftpilze werden Großpilze bezeichnet – also größere Arten, meist mit Hut und Stiel, im Gegensatz etwa zu Schimmelpilzen –, die selbsterzeugte Substanzen beinhalten, deren Verzehr beim Menschen gesundheitliche Schädigungen bis hin zum Tod bewirken kann. Eine sichere Unterscheidung zwischen Giftpilzen und Speisepilzen ist besonders beim Pilzsammeln wichtig.
Durch lediglich von außen eingetragene schädliche Substanzen (z. B. Schwermetalle, Pflanzenschutzmittel oder radioaktive Stoffe) werden Speisepilze nicht zu Giftpilzen, selbst wenn sie im Einzelfall dadurch ungenießbar sind.

## Giftigkeit

### Überblick
In Europa sind von den etwa 5000 Großpilzen etwa 150 Pilzarten als giftig bekannt. Davon sind nur wenige Arten tatsächlich lebensgefährlich giftig. Die giftigste ist der Grüne Knollenblätterpilz (Amanita phalloides), der 90 % aller tödlich verlaufenden Pilzvergiftungen verursacht.
Da viele der kulinarisch wertlosen, kleineren Pilzarten noch nicht ausreichend untersucht wurden, ist davon auszugehen, dass es noch viele unentdeckte giftige Pilze gibt.
Besonders häufig treten Giftpilze in den folgenden Gattungen auf: Haarschleierlinge, Häublinge, Risspilze, Rötlinge, Samthäubchen, Schirmlinge, Trichterlinge und Wulstlinge. Bei den Röhrlingen gibt es – zumindest unter den bisher beschriebenen – nur wenige giftige Arten, darunter den Satans-Röhrling, aber keine tödlich-giftigen. Sofern überhaupt, sind diese Magen-Darm-giftig und sorgen für entsprechende Beschwerden, die im Einzelfall aber auch durchaus heftig sein können.
→ Siehe auch: Liste der Giftpilze
Wenige Pilze wirken bei zusätzlichem Alkoholkonsum auch bis nach drei Tagen giftig, wie der Faltentintling.
Einige Pilze enthalten mutagene Substanzen, die keine akuten Vergiftungserscheinungen hervorrufen, jedoch über längere Zeit hinweg zu Erbgutschädigungen führen können. Als Beispiel hierfür sei der Weiße Büschelrasling genannt.
Bemerkenswerterweise können Giftpilze vielen Schnecken, Insekten und vielen anderen Tieren schadlos als Nahrung dienen. So werden beispielsweise Knollenblätterpilze gerne von Pilzfliegen befallen.

### Pilze, die nicht für jeden Konsumenten giftig sind
Manche Arten sind nur für wenige Personen giftig. Zu diesen Arten gehört der Kahle Krempling (Paxillus involutus), der von manchen Personen jahrelang gut vertragen wird, aber schließlich einen allergischen Schock auslösen kann. Trotzdem wird dieser Pilz in Teilen von Deutschland und auch in Osteuropa noch häufig gegessen. Obwohl viele Personen ihn jahrelang ohne Schaden verzehren, ist seine Giftigkeit durch ein Antigen, welches zur Antikörperbildung im Blut führt, eindeutig belegt. Daher ist er von der Liste der essbaren Pilze schon lange gestrichen worden. Ein weiteres Beispiel ist der Grünling (Tricholoma equestre), der in seltenen Fällen bei einer entsprechenden genetischen Veranlagung eine bis zum Tode führende Muskelschwäche (Rhabdomyolyse) hervorrufen kann.
Auch sehr individuell reagieren Menschen auf die Frühjahrslorchel (Gyromitra esculenta), die offiziell als Giftpilz eingestuft ist, aber in Nord- und Osteuropa nach entsprechender Zubereitung (mehrmaliges Aufkochen und Verwerfen des Kochwassers) als wohlschmeckender Pilz geschätzt wird. Hier kann dieselbe Mahlzeit bei einem Menschen überhaupt keine Wirkungen zeigen und bei einem anderen leichte bis schwere Vergiftungserscheinungen hervorrufen.
Für einige Pilzarten existieren widersprüchliche Angaben über deren Giftigkeit. Als Ursache werden beispielsweise individuelle Unverträglichkeiten vermutet, die dann ungeprüft verallgemeinert wurden.

### Kontaktgift
In Europa ist kein Pilz bekannt, dessen Berührung allein schon zu einer Vergiftung führt, im Gegensatz zu einigen giftigen Pflanzen wie dem Blauen Eisenhut. Selbst von den gefährlichsten Giftpilzen muss zumindest eine geringe Probe verzehrt werden, um eine Vergiftung hervorzurufen.

### Sonderfall rohe Pilze
Eine große Anzahl von Pilzen enthält Hämolysine (= blutauflösende Stoffe) und andere hitzelabile giftige Substanzen. Sie sind somit im rohen Zustand mehr oder weniger giftig. Diese werden traditionell nicht zu den Giftpilzen gerechnet, da Pilze – von wenigen Ausnahmen abgesehen – generell gut gekocht oder durchgebraten verzehrt werden sollten.
Zu den roh giftigen Pilzen zählen insbesondere viele bekannte Speisepilze wie Maronenröhrling, Hallimasch, Perlpilz und Parasol. Auch Kulturpilze wie der Austernseitling oder Shiitake sollten vor dem Verzehr erhitzt werden.

## Pilzvergiftung

### Symptome
Folgende Symptome treten häufig nach einer Pilzvergiftung durch Giftpilze oder verdorbene Pilze auf, können aber auch Symptome einer anderweitig verursachten Lebensmittelvergiftung sein:
- Übelkeit und Erbrechen
- Benommenheit, Verwirrtheitszustände, Wahrnehmungsstörungen
- Rauschzustände, Halluzinationen
- Schweißausbrüche
- Schwindel, Gleichgewichtsstörungen
- Herzrasen
- Durchfall
- Magenschmerzen
- Bauchschmerzen
- asthmatische Atembeschwerden

Das zeitliche Auftreten der Symptome hängt davon ab, welcher Pilz der Auslöser war. Muscarin-haltige Pilze wie z. B. der Ziegelrote Risspilz führen fast umgehend zu Übelkeit und Erbrechen. Bei anderen Pilzvergiftungen – vor allem durch die besonders gefährlichen Knollenblätterpilze – treten die Symptome frühestens nach sechs Stunden auf. In seltenen Fällen können Vergiftungsanzeichen auch nach mehr als 24 Stunden auftreten (bei Intoxikation mit dem Orangefuchsigen Raukopf).

### Maßnahmen bei einer Vergiftung
- Bei Verdacht auf eine Pilzvergiftung umgehend den Notruf 112, den ärztlichen Notdienst, den Hausarzt oder das Giftinformationszentrum (Giftnotruf) anrufen.
- Niemals ohne Rückfrage beim Giftinformationszentrum oder einem Arzt Erbrechen auslösen!
- Keine Hausmittel (Milch, Salzwasser, Kohletabletten etc.) anwenden!
- Betroffene Personen beruhigen und bei Bewusstlosigkeit in die stabile Seitenlage bringen.
- Reste der Pilzmahlzeit oder Überbleibsel von der Pilzreinigung, eventuell Erbrochenes sicherstellen.
- Erfragen, wie lange die Pilzmahlzeit zurücklag und wann die ersten Symptome auftraten.